# آرکوم
آرکوم (به فرانسوی: Arcomps) یک کمون در فرانسه است که در canton of Saulzais-le-Potier واقع شده‌است. آرکوم ۲۰٫۱۴ کیلومتر مربع مساحت دارد ۲۰۰ متر بالاتر از سطح دریا واقع شده‌است.